# Route nationale 1b (Madagaskar)
Route nationale 1b (N1b) – to droga krajowa o długości 94 km, biegnąca na terenie Madagaskaru. Zaczyna się w Analavory, natomiast kończy się w Tsiroanomandidy.
Najważniejsze miasta położone wzdłuż drogi to: Analavory, Babetville i Tsiroanomandidy.